# Smith & Wesson Model 29
Smith & Wesson Model 29 je revolver se šestiranným válcem vyráběný americkou firmou Smith & Wesson. Je určen k použití se střelivem ráže .44 Magnum nebo méně výkonným nábojem .44 Special. Popularitu této zbrani zajistilo to, že byla po určitou dobu jedinou zbraní určenou ke střelbě náboji ráže .44 Magnum a je spojena s filmovou sérií Dirty Harry s Clintem Eastwoodem.
Model 29 byl nabízen jako standardní model s hlavní o délce 3’’, 4’’, 5’’, 6’’, 6½’’, 8⅜’’, později s 10⅝’’. Ostatní délky hlavní byly získány zakázkovou výrobou. Zbraň používá N (velký) revolverový rám.